# Борель-Паленцские
Борель-Паленцские (порт. Borel, barão de Palença) — русский баронский род французского происхождения.
Грамотой Иоанна VI короля Португалии от 1/13 мая 1824 года российский поверенный в делах в Лиссабоне статский советник Франц Францевич Борель был возведён с нисходящим в трёх поколениях его потомством в баронское достоинство королевства Португальского с наименованием барон Паленцский или де Паленса (порт. Francisco Borel 1о Barão de Palença).
Высочайшим повелением от 13/25 июля 1825 года дозволено ему принять и носить в Российской Империи вышеозначенный титул.

## Родословная
- Франц Францевич Борель 1-й Барон де Паленса (09.05.1758, Турин — 17.05.1830, Рио-де-Жанейро  (или …1775, Милан — 20.12.1832, Рио-де-Жанейро)). Жёны: 1. Режина де Розина (Regina de Rosina) и 2. (с 1816) Донья Эмилия Монтейро (Emília Monteiro) (род. 14.05.1800, Нью-Йорк), дочь Жуакина Монтейро, генерального консула Португалии в США и Доньи Анны Фавилла Монтейро.
  - От первого брака:
    - Донья Жулия (Julia). Родилась в Неаполе. Муж (с 20.05.1816) Педро Монтейро (Pedro Monteiro; род. 07.07.1798), брат второй жены 1-го барона. Утонула в 1818 году вместе с мужем и ребёнком во время кораблекрушения на Чёрном море (по другим данным — на Дунае ).
    - Донья Эмилия (Emilia). Родилась в Санкт-Петербурге. Муж (бракосочетание на острове Терсейра) Антонио Анисето душ Сантош (Antonio Aniceto dos Santos)

  - От второго брака:
    - Донья Матильда (Mathilde). Родилась 19.03.1817.

Имеются также сведения о том, что у 1-го барона был ещё сын, который умер в Санкт-Петербурге прежде отца .

## Герб
Герба баронов де Паленса в Общем гербовнике нет.